# Æthelbald av Mercia
Æthelbald (även stavat Ethelbald eller Aethelbald), död 757, var kung av Mercia, i nuvarande Midlands i mellersta England, från 716 till 757. Under hans långa regeringstid blev Mercia det dominerande anglosaxiska kungariket, och återtog den framskjutna ställning det hade åtnjutit under 600-talet under de starka merciska kungarna Penda och Wulfhere. Mercias dominans i England fortsatte till slutet av 700-talet. Detta tack vare Offa, barnbarn till Æthelbalds kusin Eanwulf, som härskade i trettionio år, med början kort efter Æthelbalds död.
Æthelbald tillträdde tronen efter att hans kusin kung Ceolred dött. Både Wessex och Kent styrdes av starka kungar vid denna tid, men inom femton år beskriver den samtida krönikeskrivaren Beda Venerabilis att Æthelbald härskade över hela England söder om floden Humber. Den anglosaxiska krönikan listar inte Æthelbald som bretwalda, eller "härskare över Britannien", men detta kan bero på krönikans västsaxiska ursprung. 
Bonifatius skrev till Æthelbald omkring år 745, och förebrådde honom för olika utsvävande och ogudaktiga handlingar. Det därpå följande mötet i Clovesho 747, och ett kungligt brev som Æthelbald tillkännagav vid Gumley 749 – vilket befriade kyrkan från vissa av dess förpliktelser – kan ha varit svar på Bonifatius brev. Æthelbald dödades 757 av sina livvakter. Han efterträddes kortvarigt av Beornrad, om vilken föga är känt, men inom ett år hade Offa tillträtt på tronen.

## Uppväxt och trontillträde

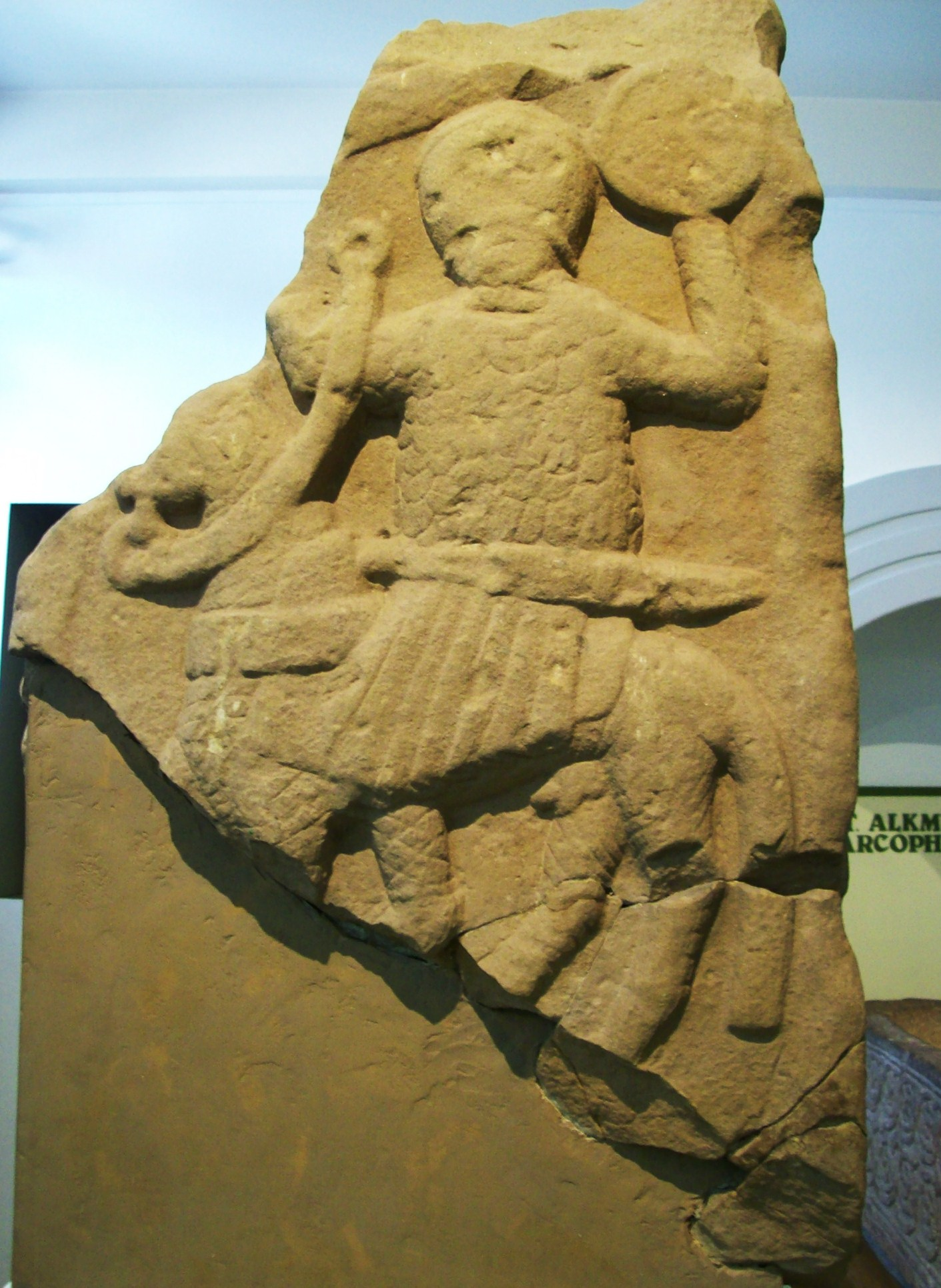
Förmodad avbildning av Æthelbald på Reptonstenen.

Æthelbald kom från Mercias kungliga ätt, fastän hans far, Alweo, aldrig var kung. Alweos far var Eowa, som möjligen under någon period delade tronen med sin bror, Penda. Den anglosaxiska krönikan nämner inte Eowa, men den daterar Pendas regeringstid till de trettio åren från 626 till 656, då Penda dog i slaget vid Winwaed. Två senare källor nämner dock även Eowa som kung: Historia Brittonum och Annales Cambriae. Annales Cambriae är källan till att Eowa dog år 644 i slaget vid Maserfield, där Penda besegrade Oswald av Northumbria. Det finns få detaljer om Pendas regeringstid, och man kan endast spekulera om huruvida Eowa var en underkung som var skyldig att lyda Penda, eller om Eowa och Penda hade delat upp Mercia mellan sig. Om de hade delat upp kungariket är det troligt att Eowa härskade i norra Mercia, då Pendas son Peada senare etablerades som kung av södra Mercia av northumbriern Oswiu, som besegrade mercierna och dödade Penda 656.  Det är möjligt att Eowa stred mot Penda vid Maserfield.
Under Æthelbalds ungdom styrdes Mercia av Pendas dynasti. Ceolred, ett barnbarn till Penda och därmed syssling till Æthelbald, var kung av Mercia från 709 till 716. En tidig källa, Felix Vita sancti Guthlaci, avslöjar att det var Ceolred som drev Æthelbald i exil. Guthlac var en adelsman från Mercia som gav upp en våldskarriär för att bli först munk i Repton, och sedan eremit och leva i en gravhög i Crowland, i the Fens i East Anglia. Under Æthelbalds exil tog han och hans män också skydd i det området, och besökte Guthlac. Guthlac var välvilligt inställd till Æthelbalds sak, möjligen på grund av Ceolreds förtryck mot klostren.   Bland de andra personer som besökte Guthlac fanns biskop Haedde av Lichfield, en inflytelserik mercier, och det är möjligt att Guthlacs stöd var politiskt användbart för Æthelbald när han försökte komma till makten. Efter Guthlacs död hade Æthelbald en dröm där Guthlac spådde att han skulle nå storhet, och Æthelbald belönade senare Guthlac med en helgedom när han hade blivit kung.
När Ceolred dog av ett krampanfall på en bankett, återvände Æthelbald till Mercia och blev härskare. Det är möjligt att en kung vid namn Ceolwald, kanske en bror till Ceolred, regerade under en kort tid mellan Ceolred och Æthelbald. När Æthelbald besteg tronen innebar det slutet för Pendas släktlinje. Æthelbald följdes, efter ett kort intervall, av Offa, en annan ättling till Eowa.

## Mercisk dominans

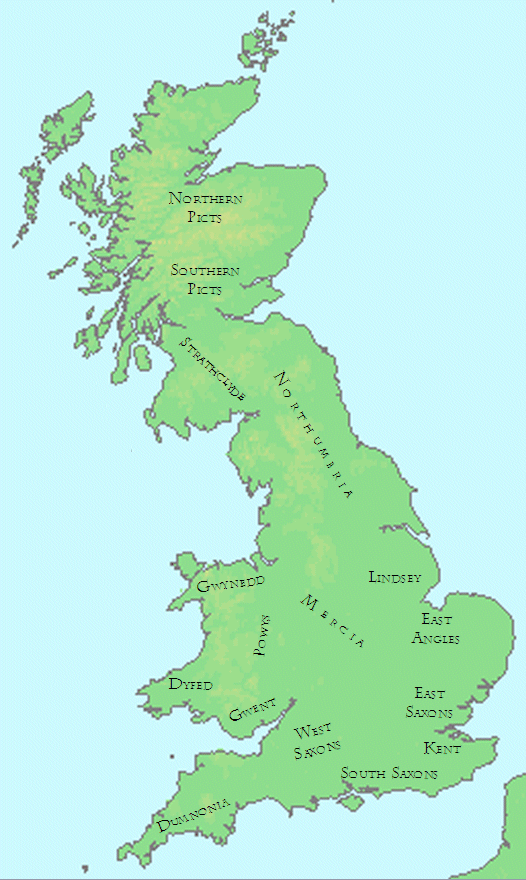
Riken i Britannien i slutet av 600-talet, ungefär vid den tid då Æthelbald föddes.

Æthelbalds styre innebar en återuppblomstring av Mercias maktställning, som skulle vara till slutet av 700-talet. Med undantag av den korta tid då riket styrdes av Beornrad, som efterträdde Æthelbald under mindre än ett år, styrdes Mercia i åttio år av två av de mäktigaste anglosaxiska kungarna, Æthelbald och Offa.  Så långa regeringstider var ovanliga under denna tidiga period. Under samma tid härskade elva kungar i Northumbria, av vilka många dog på våldsamma sätt.
Vid år 731 hade Æthelbald alla engelsmän söder om Humber under sitt överherravälde.  Det finns inte mycket direkta källor om förhållandet mellan Æthelbald och de kungar som var avhängiga honom.  I allmänhet skulle en kung som var underordnad en överherre såsom Æthelbald fortfarande betraktas som kung, men hans självständighet skulle vara inskränkt i vissa avseenden. En viktig källa till uppgifter om detta förhållande är privilegiebrev ("charters"), dokument som gav ägor till anhängare eller till kyrkomän, och som bevittnades av de kungar som hade makten att ge bort ägorna. Ett privilegiebrev som skänker land i ett territorium som tillhör en av de underlydande kungarna kan ange namnen på både kungen och överherren på den vittneslista som är bifogad. En sådan vittneslista kan exempelvis ses på Ismerediplomet. Det titlar som ges till kungarna på dessa privilegiebrev kan också vara avslöjande: en kung kan beskrivas som "subregulus", alltså underkung.
Tillräcklig information har bevarats för att ge en bild av utvecklingen av Æthelbalds inflytande över två av de sydliga rikena, Wessex och Kent. I början av Æthelbalds regeringstid styrdes både Kent och Wessex av starka kungar: Wihtred respektive Ine. Wihtred av Kent dog 725, och Ine av Wessex, en av de mest respektingivande härskarna av sin tid, abdikerade 726 för att göra en pilgrimsresa till Rom. Enligt Anglosaxiska krönikan stred Ines efterträdare, Aethelheard, det året mot en ealdorman vid namn Oswald, som krönikan ger en genealogi som visar härstamning från Ceawlin, en tidig kung av Wessex. Aethelheard segrade slutligen i kampen om tronen, och det finns senare antydningar om att han härskade som underlydande till Mercia. Därav kan det vara fallet att Æthelbald bidrog till att tillsätta både Aethelheard och hans bror, Cuthred, som efterträdde Aethelheard 739. Det finns också belägg för att sydsaxiskt område bröt sig loss från västsaxisk dominans i början av 720-talet, och detta kan vara en antydan om Æthelbalds ökande inflytande i området, fastän det kan ha varit kentskt, snarare än merciskt, inflytande som försvagade Wessex kontroll.
Från Kent finns det belägg i privilegiebrev som visar att Æthelbald gynnade kyrkor där.  Det finns dock inga belägg i privilegiebrev för att Æthelbald godkände jordförläningar i Kent, och i bevarade privilegiebrev från Aethelberht och Eadberht, som båda var kungar av Kent, har de skänkt jord utan godkännande från Æthelbald. Det kan hända att privilegiebrev som visar Æthelbalds överherravälde helt enkelt inte har bevarats, men följden är att det inte finns några direkta belägg för hur mycket inflytande Æthelbald hade i Kent.
Mindre är känt om händelser i Essex, men det var ungefär vid denna tid som London knöts till riket Mercia istället för till Essex. Tre av Æthelbalds företrädare – Æthelred, Coenred och Ceolred – hade alla bekräftat ett östsaxiskt privilegiebrev som ger Twickenham till Waldhere, biskopen av London. Det är känt från kentska privilegiebrev att Æthelbald hade kontroll över London, och från och med Æthelbalds tid tycks övergång till mercisk kontroll vara fullständig; ett av Offas tidiga privilegiebrev, som skänker jord nära Harrow, nämner inte ens kungen av Essex på vittneslistan. För sydsaxarna finns få belägg i privilegiebrev, men liksom i fallet med Kent visar det som finns inte att Æthelbalds godkännande skulle krävas för jordöverföringar. Frånvaron av belägg bör inte fördunkla det faktum att Beda venerabilis, som faktiskt var en samtida krönikeskrivare, summerade situationen i England 731 genom att lista alla biskopar i södra England, och tillägga att "alla dessa provinser, tillsammans med de andra söder om floden Humber och deras kungar, är underordnade Æthelbald, Kung av Mercia."
Det är belagt att Æthelbald var tvungen att gå i krig för att upprätthålla sitt överherravälde. År 733 företog Æthelbald en expedition mot Wessex och erövrade det kungliga godset Somerton. Anglosaxiska krönikan berättar också att när Cuthred efterträdde Aethelheard på tronen i Wessex, år 740, "gick han modigt i krig mot Aethelbald, kung av Mercia". Tre år senare beskrivs hur Cuthred och Æthelbald strider mot walesarna. Detta kunde ha varit en förpliktelse som Cuthred ålades av Mercia. Tidigare kungar hade på liknande sätt assisterat Penda och Wulfhere, två starka härskare av Mercia på 600-talet.  År 752 är Æthelbald och Cuthred åter på motsatta sidor i konflikten, och, enligt en version av handskriften, satte Cuthred "honom [Æthelbald] på flykten" vid Burford. Æthelbald tycks ha återupprättat sin makt över västsaxarna vid tiden för sin död, eftersom det har upptecknats att en senare västsaxisk kung, Cynewulf, bevittnade ett privilegiebrev från Æthelbald i första början av sin regeringstid, år 757.
År 740 berättas om ett krig mellan pikterna och northumbrierna. Æthelbald, som kan ha varit allierad med Óengus, pikternas kung, drog fördel av Eadberhts frånvaro från Northumbria till att förhärja hans områden, och möjligen bränna York.

## Titlar och bretwaldaskap

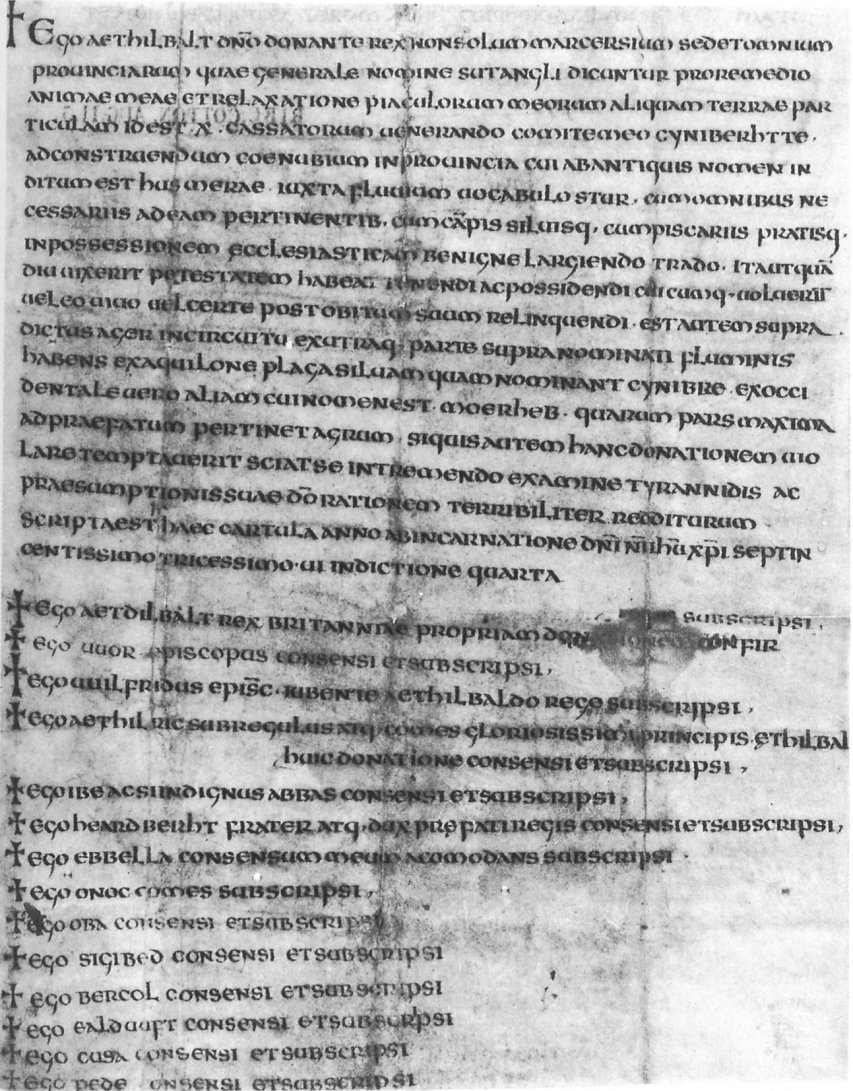
Ismerediplomet, ett privilegiebrev från kung Æthelbald till ealdorman Cyneberht år 736.

Tidigare i Bedas krönika Historia ecclesiastica gentis Anglorum listar han sju kungar som härskade i engelsmännens södra provinser, med regeringstider från slutet av 400-talet till slutet av 600-talet. Senare beskriver den anglosaxiska krönikan – en annan viktig källa för denna period – dessa sju som bretwaldas eller brytenwaldas, en titel som översätts som "Britannien-härskare" eller "Vidsträckt-härskare". Krönikan lägger bara till en kung till listan: Egbert av Wessex, som härskade på 800-talet. Den resulterande listan över åtta bretwaldas utelämnar flera starka merciska kungar. Det är möjligt att krönikeskrivaren helt enkelt lade till Egberts namn till Bedas ursprungliga lista med sju namn, snarare än hävdade att inga andra kungar uppnådde liknande makt i England. Krönikeskrivaren var nästan säkert en västsaxare, och då varken Æthelbald eller Offa var kungar av Wessex är det möjligt att han inte nämner dem på grund av regional stolthet.  Betydelsen av termen "bretwalda", och vilken sorts makt dessa åtta kungar hade, har varit ämne för mycket akademisk forskning. En föreslagen tolkning är att eftersom Beda skrev under Æthelbalds styre kunde de ursprungliga sju som han listade vara i huvudsak de kungar som kunde ses som föregångare till Æthelbald i att dominera England söder om Humber.
Ytterligare belägg för Æthelbalds makt, eller åtminstone hans titlar, ges av ett viktigt privilegiebrev från 736, Ismerediplomet, som finns bevarat i ett samtida exemplar (som möjligen är originalet). Det börjar med att beskriva Æthelbald som "kung inte bara av mercierna men också av alla provinser som kallas vid det allmänna namnet sydengelska". I vittneslistan kallas han dessutom "Rex Britanniae", "kung av Britannien". En historiker beskrev denna titel som ”en fras som bara kan tolkas som en latinsk återgivning av den engelska titeln Bretwalda"; men det kan hända att dessa titlar inte var erkända mycket utanför Worcester, där detta och andra dokument från 730-talet som använde liknande titlar skrevs.

## Relationer med kyrkan
Åren 745–746 skickade den ledande anglosaxiske missionären i Tyskland, Bonifatius, tillsammans med sju andra biskopar, ett bitande brev och klandrade Æthelbald för många synder – stöld av kyrkans inkomster, brott mot kyrkans privilegier, påläggande av tvångsarbete för prästerskapet och otukt med nunnor. Brevet bad honom att ta sig en hustru och överge synden lusta: 
Därför, älskade son, bönfaller vi Ers Nåd vid Kristus Guds son och vid hans ankomst och vid hans rike, att om det är sant att ni fortsätter med denna synd ni skall förbättra ert liv genom botgöring, rena er själv och minnas hur avskyvärt det är att genom lusta förändra den bild av Gud som har skapats i er till en bild och avbildning av en ond demon. Kom ihåg att ni blev kung och härskare över många inte genom era egna meriter utan genom Guds överflödande nåd, och nu gör ni er själv genom er egen lusta till en ond andes slav. 

Bonifatius skickade först brevet till Ecgberht, ärkebiskopen av York, och bad honom korrigera eventuella felaktigheter och underbygga det som var rätt. Han bad också Herefrith, en präst som Æthelbald hade lyssnat på förr, att läsa och förklara brevet för kungen personligen. Fastän Bonifatius brev prisar Æthelbalds tro och allmosegivande, har kritiken i det starkt färgat senare uppfattningar om Æthelbald. Ett påstående i en donationslista från klostret i Gloucester från 800-talet om att Æthelbald hade "knivhuggit – eller slagit" till döds en släkting till en mercisk abbedissa har också bidragit negativt till hans rykte.
Æthelbald kan ha haft inflytande över tillsättningen av flera ärkebiskopar av Canterbury i Tatwine, Nothelm och Cuthbert, den senare troligen tidigare biskop av Hereford; och trots Bonifatius kraftiga kritik finns belägg för Æthelbalds positiva intresse för kyrkliga ärenden. Ett senare brev från Bonifatius till Cuthbert, ärkebiskopen av Canterbury, erbjöd en stor mängd information om frankiska synoder, särskilt en som hölls 747 och vars förordnanden Bonifatius inkluderade i brevet. Bonifatius föreslår inte uttryckligen att även Cuthbert bör hålla en synod, men det tycks tydligt att detta var Bonifatius avsikt. Ett möte hölls faktiskt därefter i Clovesho (denna orts läge är inte längre känt). Æthelbald deltog och var kanske ordförande. Rådet ägnade sig åt förhållandet mellan kyrkan och den sekulära världen, och fördömde många excesser från prästerskapets sida. Rådet begränsade relationer mellan munkar och lekmän och bestämde att världsliga aktiviteter inte var tillåtna för munkar: både världsliga affärer och världsliga sånger var förbjudna.  

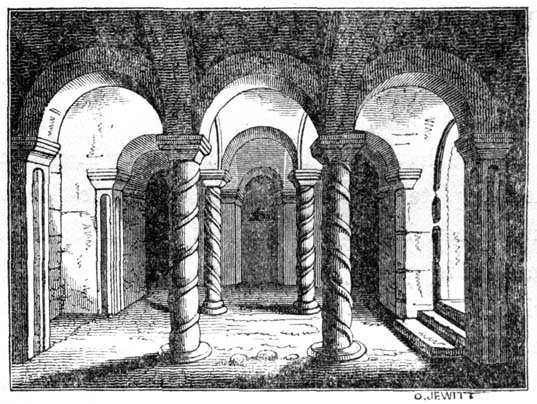
En 1800-talsgravyr av kryptan i Repton där Æthelbald begravdes.

Två år efter detta, vid synoden i Gumley 749, utfärdade Æthelbald ett privilegiebrev som befriade kyrkans land från alla plikter utom kravet att bygga befästningar och broar – krav som gällde alla, som en del av trinoda necessitas.  Detta privilegiebrev bevittnades endast av biskopar från Mercia, och det är möjligt att det inte hade någon verkan utanför Mercia, men det är också möjligt att det i allt väsentligt var en del av ett reformprogram som inspirerats av Bonifatius och satts igång vid Clovesho.

## Död
År  757 dog Æthelbald i Seckington i Warwickshire, nära det kungliga sätet Tamworth. Enligt en senare fortsättning på Bedas Historia ecclesiastica gentis Anglorum blev han "förrädiskt mördad på natten av sina egna livvakter", men motivet till detta är inte angivet. Han efterträddes, kortvarigt, av Beornrad. Æthelbald begravdes i Repton, i en krypta som fortfarande kan beskådas. En samtida uppges ha sett en vision av honom i helvetet, vilket förstärker bilden av en kung som inte uppskattades av alla.  Klosterkyrkan som fanns på platsen vid den tiden hade troligen uppförts av Æthelbald för att husera det kungliga mausoleet. Bland andra personer som begravdes där finns Wigstan.